# Буддлеевые
Буддлеевые (лат. Buddlejaceae) — семейство двудольных растений. Относят к порядку Ясноткоцветные.
Типовой род был назван в честь английского ботаника Адама Баддла. Название в русскоязычной литературе нередко пишут с одной «д» — будлея.
Некоторые классифицируют буддлеевые в семейство норичниковые или логаниевые, выделяя их как триба или подсемейство.

## Ботаническое описание
Растения представляют собой крупные кустарники кустарники или небольшие деревья, реже высокие деревья до 30 м высотой, крепкие деревянистые лианы и полукустарники.
Листья супротивные, мутовчатые, редко очередные, цельные, зубчатые или лопастные. Также характерно опушение из звездчатых или канделябровидных волосков, густо покрывающих нижнюю сторону листа, побеги, чашечки цветков.
Цветки одиночные или в различного рода верхоцветных или бокоцветных соцветиях, обоеполые, актиноморфные или слабо зигоморфные, ярко окрашенные.
Плод обычно коробочка, редко костянка или ягода. Семена многочисленные, часто крылатые.
Будлеевые — насекомоопыляемые растения, их цветы привлекают массу насекомых, в основном бабочек.

## Распространение
Буддлеевые распространены по всему миру, от полупустынь до горных районов (до 3500 м), встречаются в Африке, Тибете, Америке, в тропических и субтропических областях.
Растут буддлеевые по берегам рек и на опушках лесов.

## Практическое использование
Цветущие буддлеевые очень декоративны и являются прекрасными оранжерейными и садовыми растениями. Особенно популярна буддлея в Англии.

## Роды
Роды семейства Буддлеевые:
- Androya H.Perrier
- Buddleja L. typus — Буддлея = [syn.  Adenoplea Radlk.] = [syn.  Adenoplusia Radlk.] = [syn.  Chilianthus Burch.] = [syn.  Nicodemia Ten.]
- Emorya Torr.
- Gomphostigma Turcz. — Гомфостигма
- Peltanthera Benth. = [syn.  Valerioa Standl. & Steyerm.]

Род Nuxia Comm. ex Lam. = [syn.  Lachnopylis Hochst.] был перемещен из этого семейства в семейство Стильбовые.

## Фотогалерея

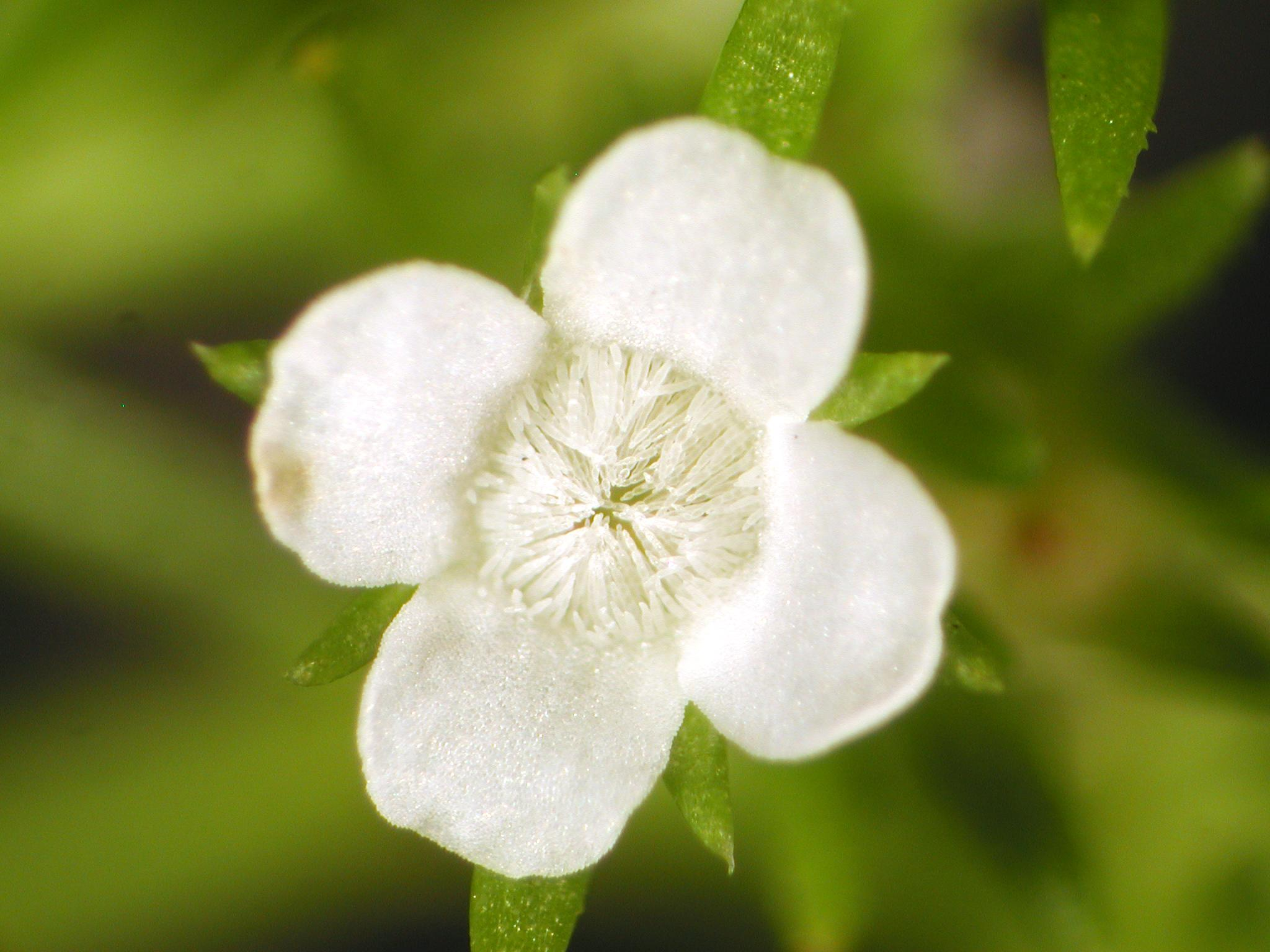
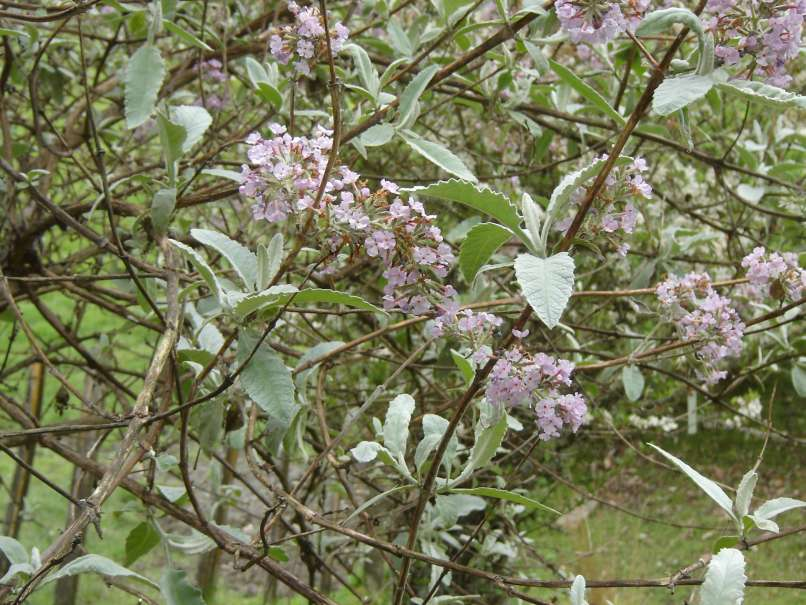
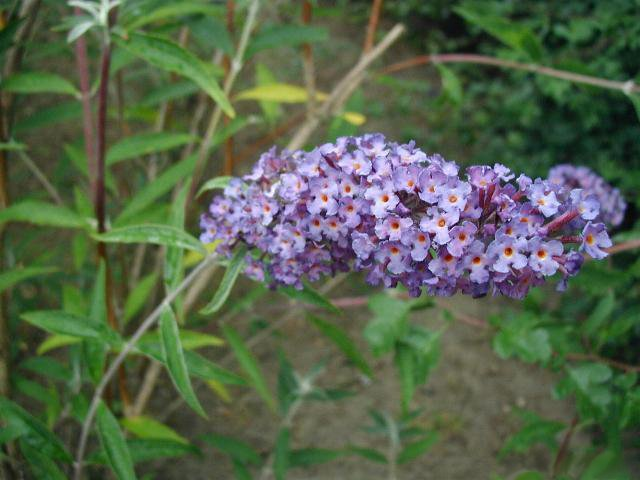
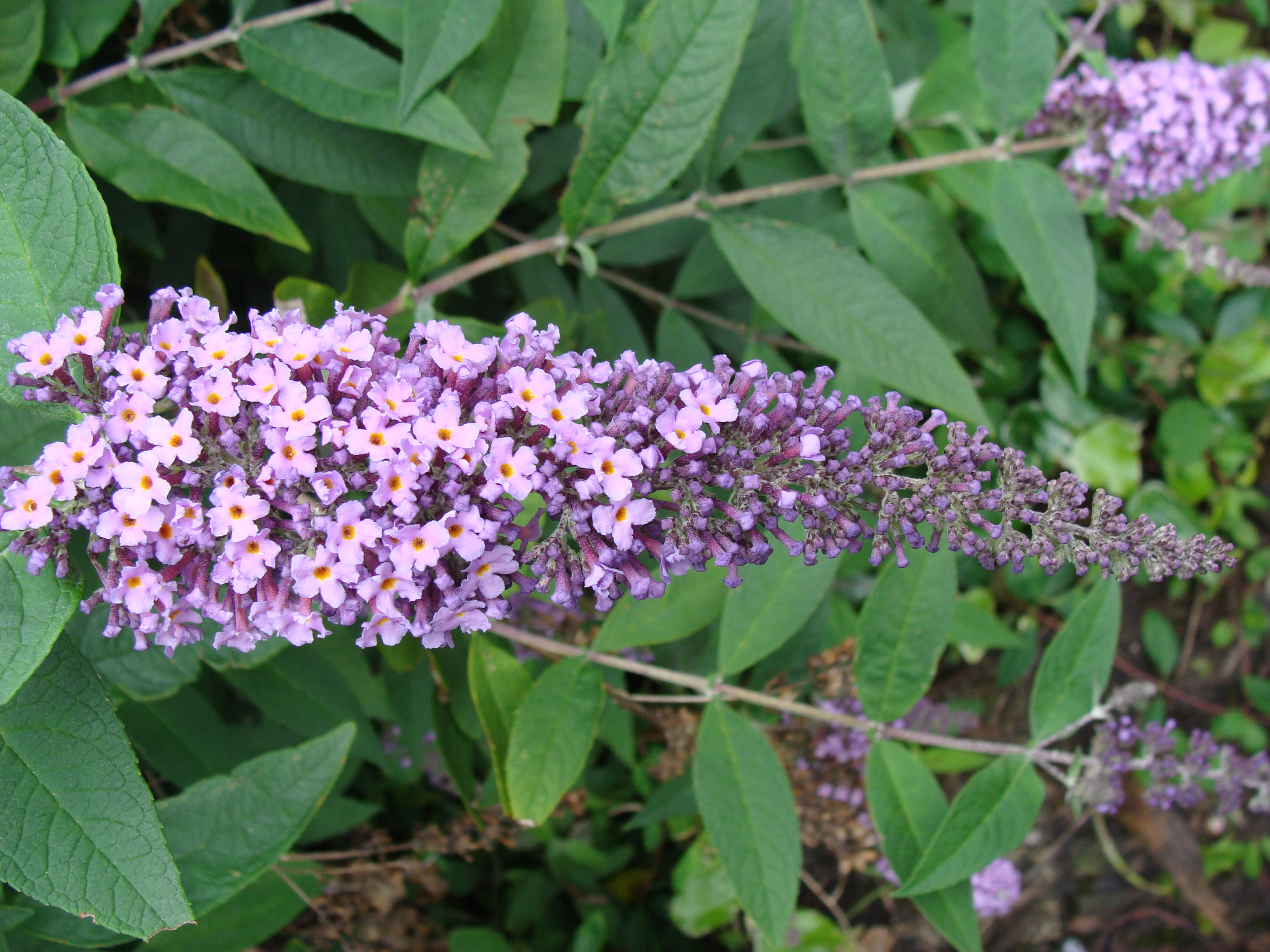